# Dorfkirche Gustow

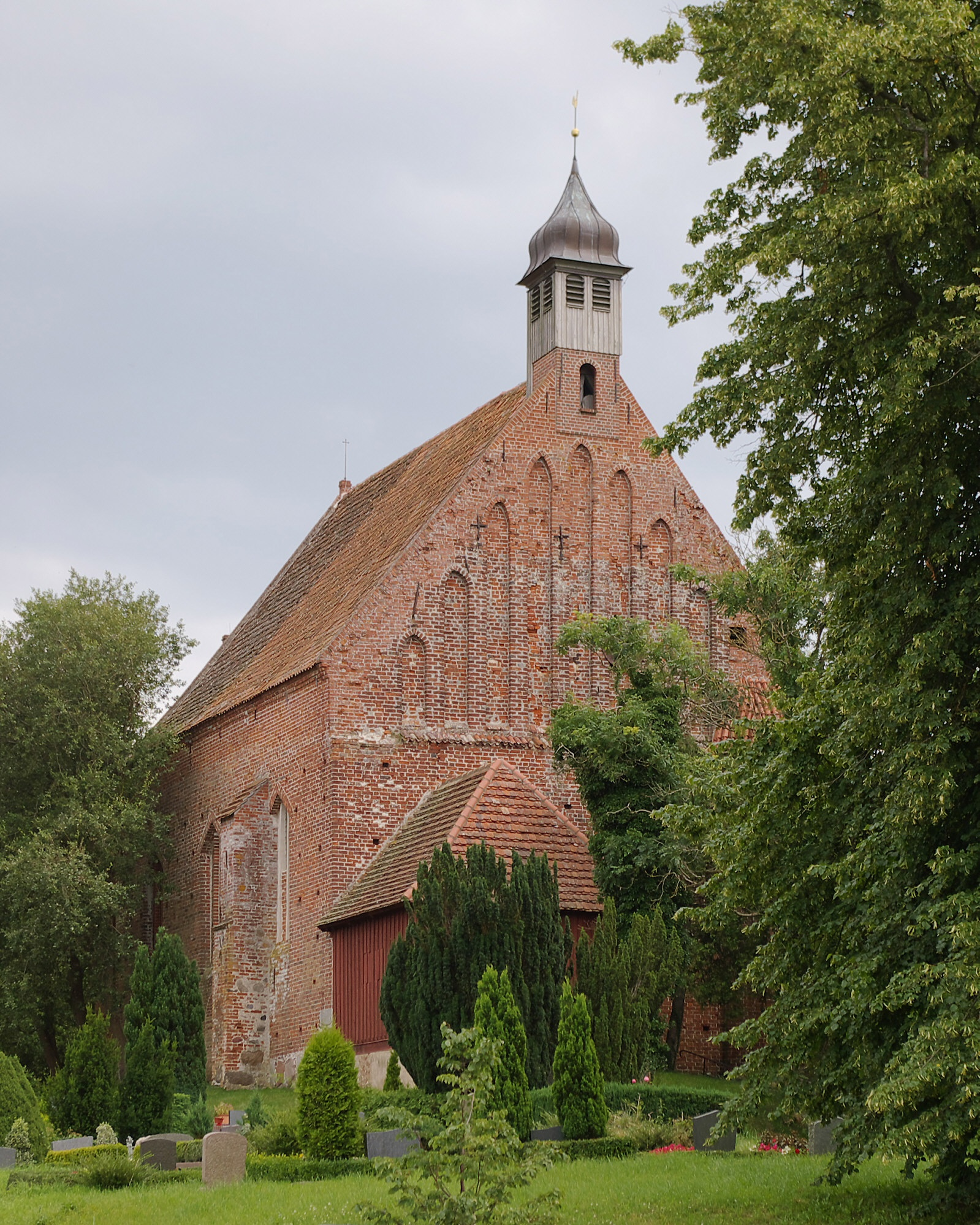
Kirche in Gustow

Die Dorfkirche zu Gustow ist die evangelische gotische Pfarrkirche der Kirchgemeinde Poseritz im Süden der Insel Rügen im Ort Gustow.

## Geschichte
Als erstes wurde der Chor der Kirche um das Jahr 1250 erbaut. Im 15. Jahrhundert wurde dann das Hauptschiff mit dem Gewölbe fertiggestellt. Die oberen Teile wurden nach einem Brand im Jahr 1677 in den Jahren 1708–1734 durch Ziegel im Barockformat ersetzt. Nordöstlich der Kirche befindet sich eine Mordwange (Sühnestein) von 1510. Diese Steinwange wurde zum Gedenken an den damaligen Prediger Thomas Norenberg, welcher der Sage nach von betrunkenen Bauern erschlagen worden sein soll, gestiftet.
Seit 1990 wurde die Kirche umfangreich saniert. So fanden Arbeiten an den Friedhofsmauer, am Dach, am Glockenhaus und am Dachreiter statt.

## Ausstattung

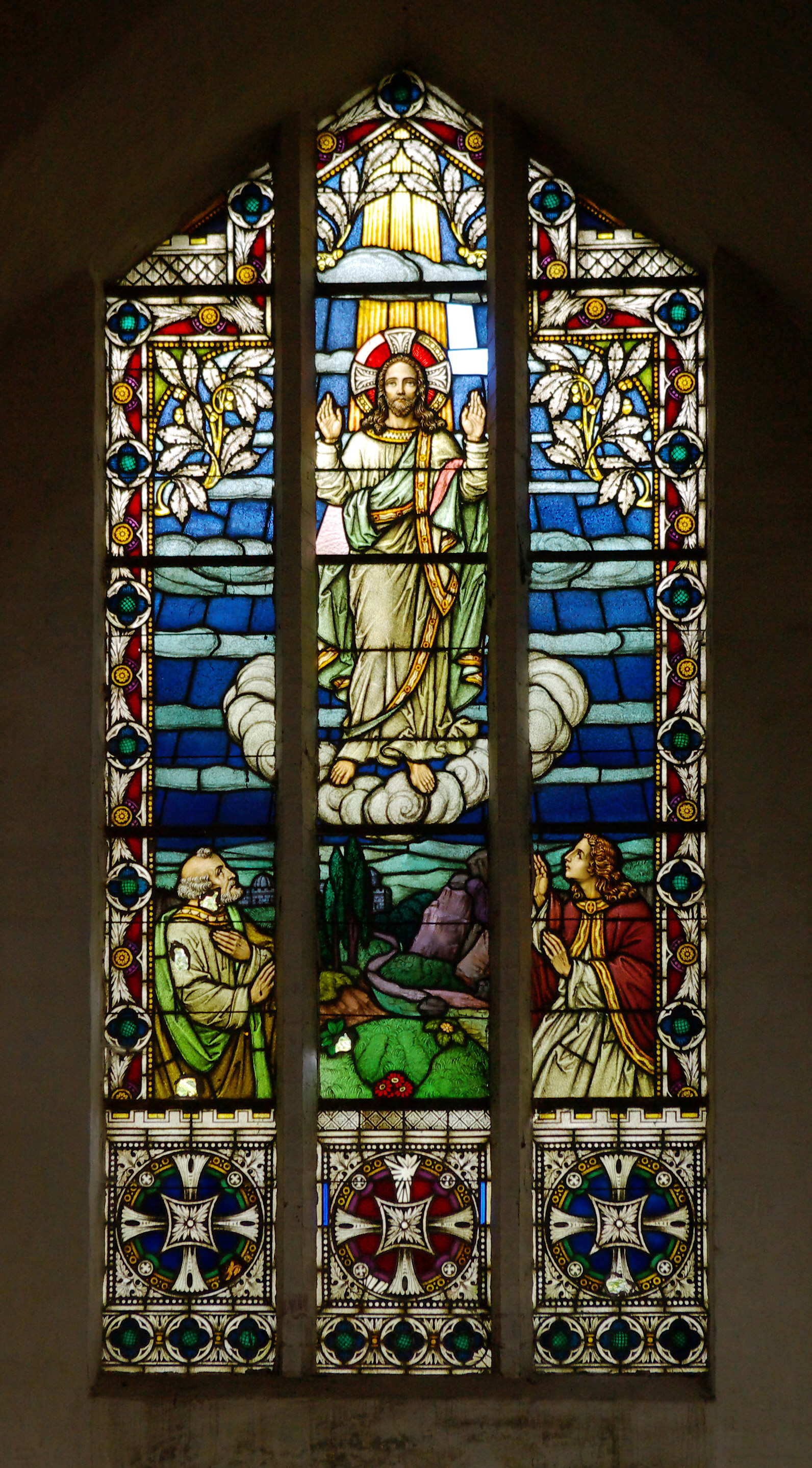
Fenster in der Südwand des Kirchenschiffs

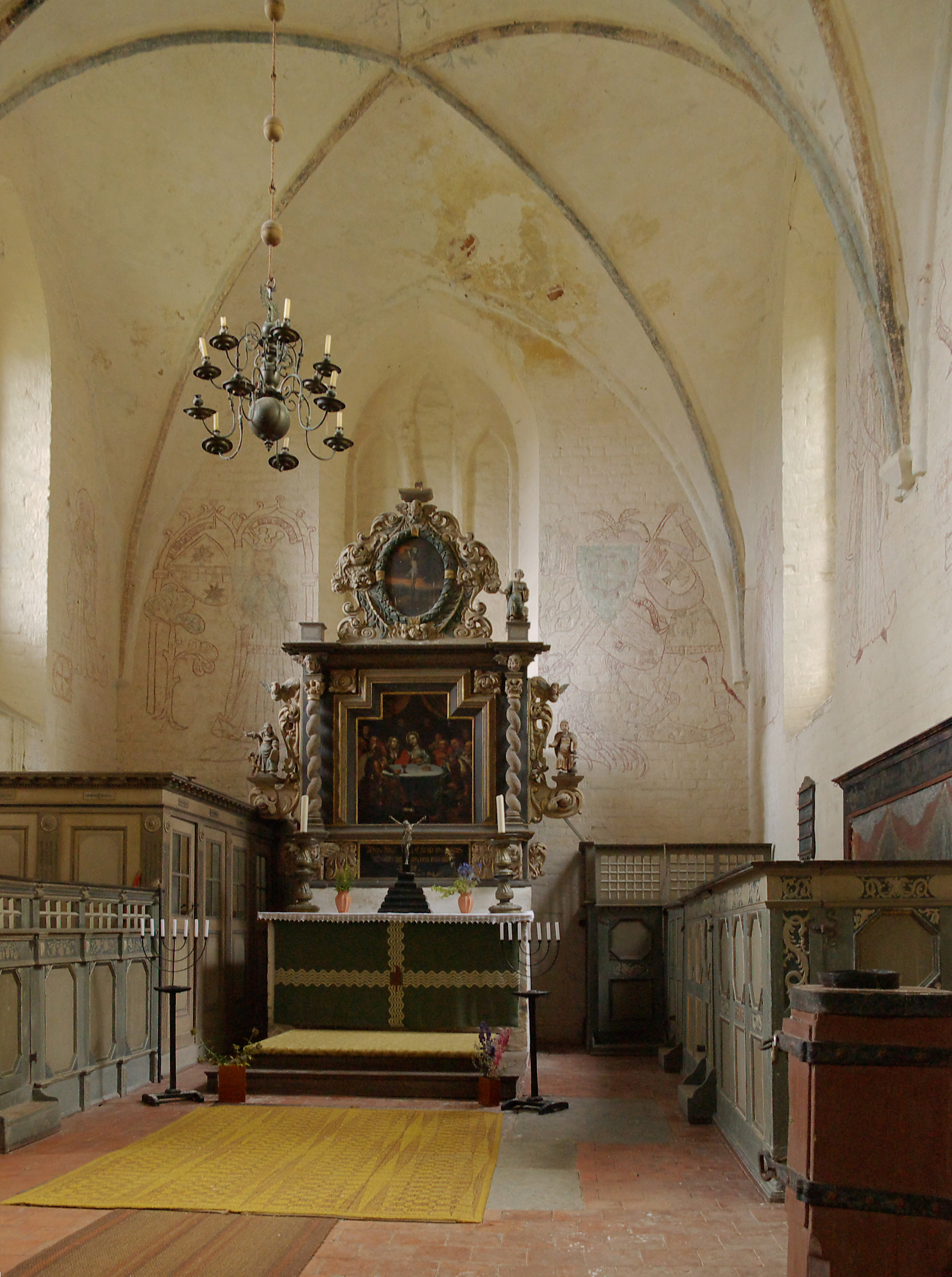
Blick zum Altar

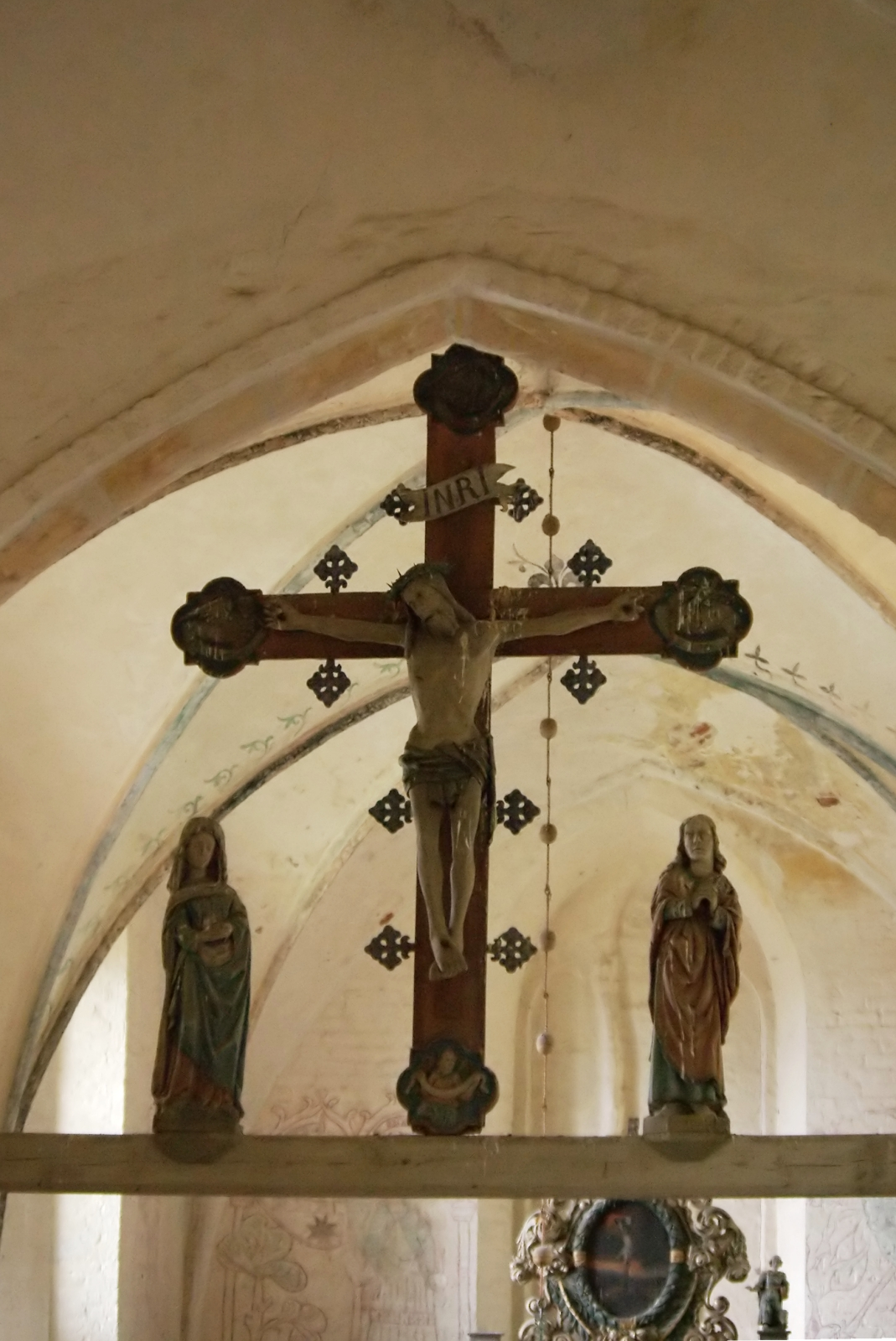
Kreuzigungsgruppe

Die meisten Ausstattungsstücke der Kirche stammen aus dem 15. Jahrhundert. Wertvolle Wandmalereien, die bei Renovierungsarbeiten 1935 entdeckt wurden, stammen aus der Zeit um 1420. Eine auffällige Triumphkreuzgruppe aus dem 15. Jahrhundert ist auf dem Lettnerbalken zu bewundern. Aus der Zeit des Barocks (um 1720) stammen der Altaraufsatz mit Abendmahlsszene und der Taufständer. Außergewöhnlich sind die Schnitzgruppen „Anna selbdritt“ (um 1500) und „Pietà“ (Ende des 15. Jahrhunderts). Die Kanzel stammt von 1784, die Orgel von 1860.

## Gemeinde
Die Kirchengemeinde Gustow gehört zum Kirchenkreis Stralsund in der Pommerschen Evangelischen Kirche.
Siehe auch: Liste der Kirchen auf Rügen